# Підземна пожежа

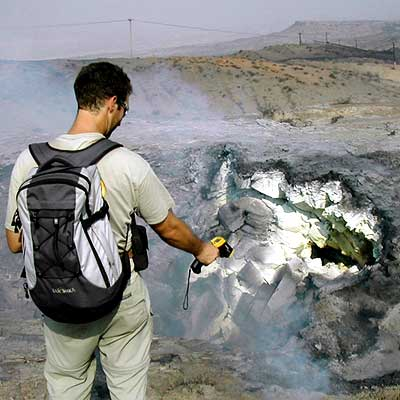

Підзе́мна поже́жа — підземне тління.

## Вугільні пожежі
Підземні пожежі можуть продовжуватися тривалі періоди часу (місяці, роки або навіть століття), поки не виснажиться тліючий пласт. Вони можуть розповсюджуватися на значні площі по шахтних виробках і тріщинах в масиві гірських порід. Оскільки вони підземні, їх надзвичайно важко погасити, що не в останню чергу пов'язане з трудністю або неможливістю доступу до осередку горіння.
Деякі спалахи вугільних пластів — природні явища. Деяке вугілля може самозагорятися при температурах нижче 100 °C при певній вологості і розмірах шматків. Лісові пожежі (викликані блискавкою, людиною або інші) можуть підпалювати вугілля, що залягає близько від поверхні, і тління може розповсюджуватися через пласти, створюючи умови для займання глибших пластів. Доісторичні оголення шлаку на Американському Заході — результат доісторичних фактів горіння вугілля, які залишили залишок, який чинить опір ерозії краще за матричну породу. За оцінками учених, Гора, що горить в Австралії є найстарішим з відомих родовищ вугілля, що горять, — пожежа там продовжується близько 6 000 років.
У світі існують тисячі активних неусувних підземних пожеж, особливо в Китаї та Індії, де в результаті бідності, недоліку урядового регулювання і нестримного розвитку, вони створюють загрозу довкіллю. Сучасні шарові гірські розробки відкривають тліючі пласти вугілля повітрю, відновлюючи горіння.
Серед сотень підземних пожеж в Сполучених Штатах найвідоміша знаходиться в місті Централія, штат Пенсільванія, що почала горіти в 1962 році. Сьогодні активні й інші підземні пожежі в США, наприклад в місті Вандербілт, також штат Пенсильванія (штат з найбільшою кількістю підземних пожеж).
Підземні пожежі можуть починатися в результаті аварії, зазвичай вибуху газу. Деякі підземні пожежі почалися, коли урядові службовці висаджували нелегальні гірські розробки. Також багато недавніх шахтних пожеж почалися з вини людей, що спалювали сміття в ямах поблизу від кинутих вугільних шахт (як, наприклад, це відбулося в Централії).
Сільські мешканці Китаю у вугільних регіонах часто видобувають вугілля для домашнього використання, відмовляючись від виробок, коли вони виснажуються, і кидаючи вугільний пил, що швидко займається, на відкритому повітрі. Відображення вугільних пожеж Китаю на карті з супутникової фотографії виявило багато раніше невідомих пожеж. Є декілька успішних прикладів боротьби з підземними пожежами: у 2004 році в Китаї вдалося згасити пожежу у вугільній шахті Люхуангоу, біля Урумчі в провінції Сінцзян, горіння якої продовжувалося з 1874 року. Найстрашніші з поточних пожеж знаходяться в кам'яновугільних басейнах Уда в Внутрішній Монголії. Вугільні пожежі Китаю спалюють 20–30 мільйонів тонн вугілля на рік.

## Пожежі горючих сланців
Так само існує явище ендогенного горіння горючих сланців. Оскільки сланці знаходяться під землею фактично без доступу повітря, при проходці вироблення до покладу сланців з'являється доступ кисню. Через деякий час тепло, що виділяється при окисленні сланців, викликає спалах. Так, наприклад, на шахтах «Черемухівська» (пос. Черемхово, поблизу Североуральську, Свердловська область) і інших шахтах ОАО «Севуралбокситруду» багато років продовжуються ендогенні пожежі, з якими намагаються боротися шляхом відсікання доступу повітря у вироблення, що горять. Попри це, кисню, що проникає крізь тріщини в породі і щілині в перемичках, вистачає для підтримання горіння протягом багатьох років.

## Інтернет-ресурси
- Encyclopedia of Earth: Coal fires
- Encyclopedia of Earth: Coalfire and remote sensing